# ユニバーサル・モンスターズ

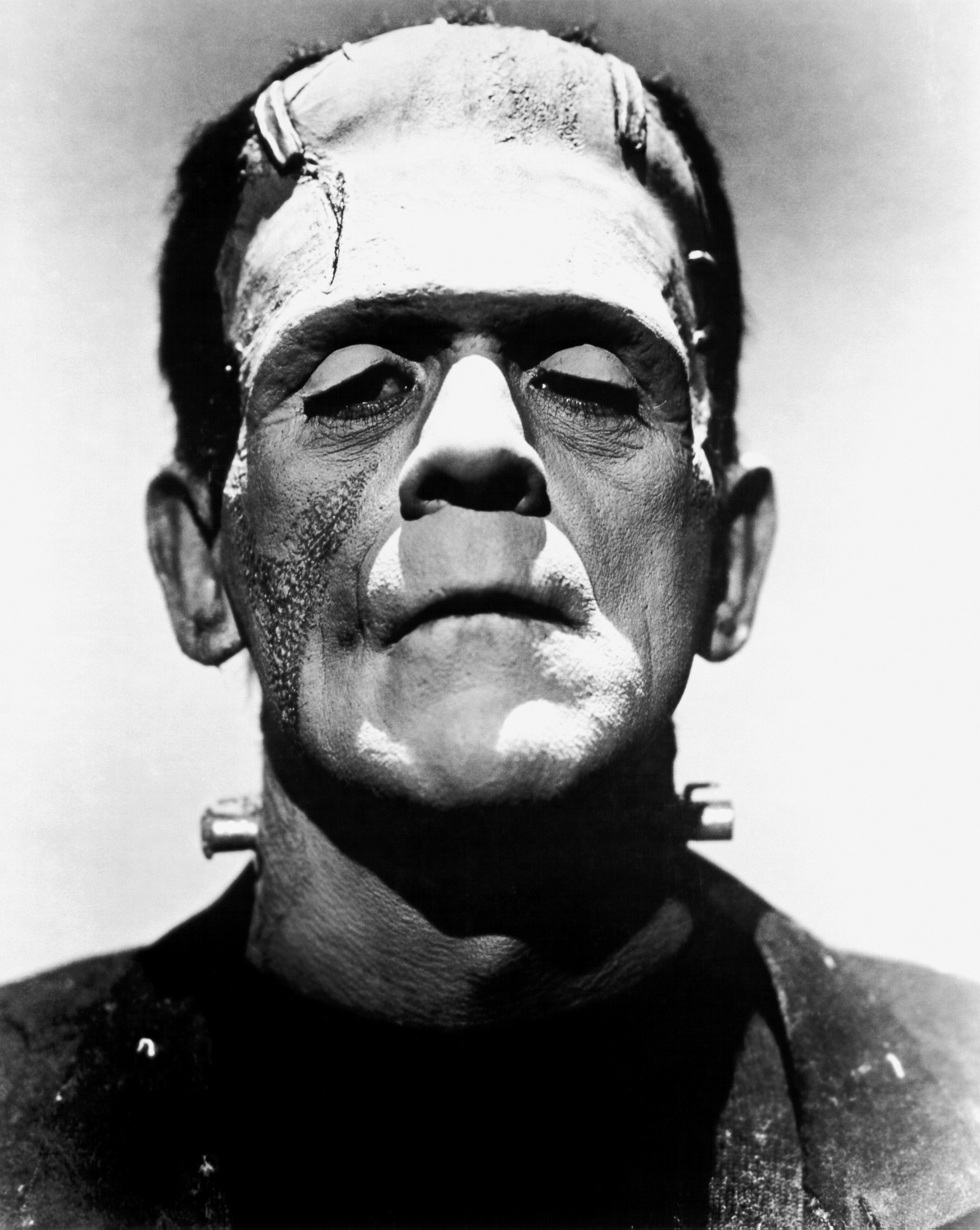
ボリス・カーロフ演じるフランケンシュタインの怪物。フランケンシュタインの怪物はユニバーサル・モンスターズのロゴマークに採用されている。

ユニバーサル・モンスターズ（Universal Monsters）またはユニバーサル・ホラー（Universal Horror）は、主に1920年代から50年代にかけてユニバーサル・スタジオが製作していたホラー映画・スリラー映画・SF映画の通称。1923年に公開された『ノートルダムのせむし男』に始まり、『オペラの怪人』『魔人ドラキュラ』『フランケンシュタイン』『ミイラ再生』『透明人間』『狼男』『大アマゾンの半魚人』などの名作を生んだ。また、ベラ・ルゴシ、ボリス・カーロフ、ロン・チェイニー・ジュニアなどが怪奇スターとして知られている。1970年以降は、同社によるリメイクやスピンオフが数多く製作され、それらを含めた場合、作品数は100作を越える。

## 作品一覧

### 1920年代

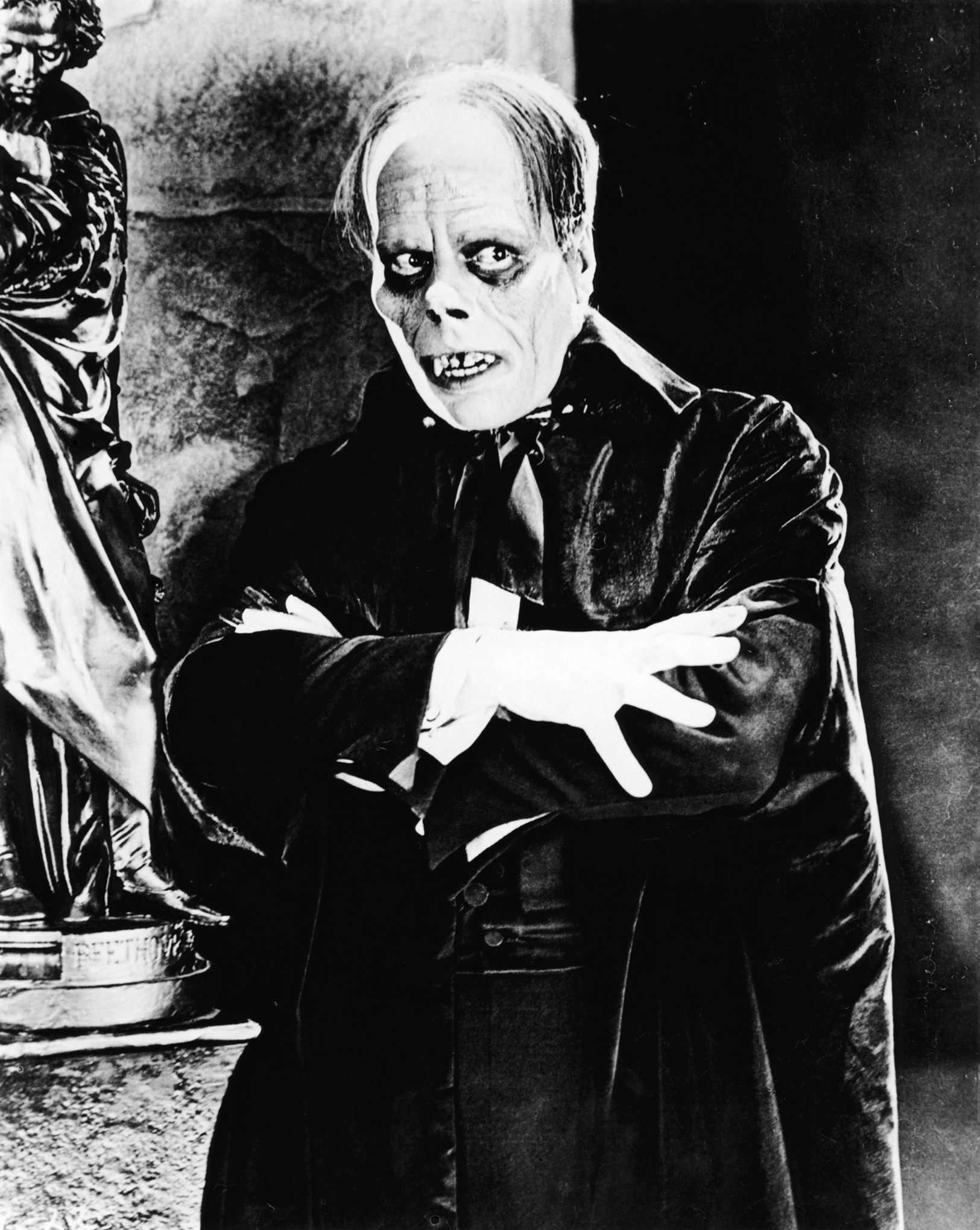
ロン・チェイニー演じるファントム

1923年、ユニバーサル映画はロン・チェイニー主演の『ノートルダムのせむし男』を製作した。製作の際には、ノートルダム大聖堂を含む15世紀のフランスを再現した撮影セットが用意された。チェイニーは1925年の『オペラの怪人』でも主演のファントム役を務め、オペラ座のセットは1943年のリメイク版に流用された。
チェイニーは『ノートルダムのせむし男』のカジモド、『オペラの怪人』のファントムという映画史上に残る最も奇形なキャラクターを演じたと評されている。一方で、演技については観客からの同情を誘うキャラクターになるように努めていた。チェイニーは1925年のインタビューで、「私は最も低い人間の中に、最高の自己犠牲の精神が宿っている可能性があることを人々に思い出して欲しい。小人症の乞食が高貴な理想を抱いているかも知れません。『オペラの怪人』『殴られる彼奴』『三人』などで演じた役の大半は、自己犠牲や放棄のテーマを秘めていました。これは、私が演じたい物語です」と語っている。
チェイニーは怪奇映画ブームが本格化する直前の1930年に死去した。彼の死後、息子クレイトンは父の名を受け継ぎ「ロン・チェイニー・ジュニア」と名乗り俳優となり、1940年代の怪奇映画ブームを牽引することになる。
| 作品                   | 米国公開日     | 監督                     | キャスト                                                                                | RT   |
| ---------------------- | -------------- | ------------------------ | --------------------------------------------------------------------------------------- | ---- |
| ノートルダムのせむし男 | 1923年9月2日   | ウォーレンス・ワースリー | ロン・チェイニー、パッツィ・ルース・ミラー ノーマン・ケリー、ナイジェル・デ・ブルーラー | 93%  |
| オペラの怪人           | 1925年11月25日 | ルパート・ジュリアン     | ロン・チェイニー、メアリー・フィルビン ノーマン・ケリー                                 | 90%  |
| 猫とカナリヤ           | 1927年9月9日   | ポール・レニ             | ローラ・ラ・プランテ、クレイトン・ヘイル                                                | 93%  |
| 笑ふ男                 | 1928年4月27日  | ポール・レニ             | メアリー・フィルビン、コンラート・ファイト                                              | 100% |
| 最後の警告             | 1929年1月6日   | ポール・レニ             | ローラ・ラ・プランテ、モンタギュー・ラブ ロイ・ダルシー、マーガレット・リビングストン   | N/A  |
| 最後の演技             | 1929年11月     | パウル・フェヨス         | コンラート・ファイト、メアリー・フィルビン                                              | N/A  |

### 1930年代
1931年、『魔人ドラキュラ』『フランケンシュタイン』が公開された。ドワイト・フライ、エドワード・ヴァン・スローンの二人は高い評価を受け、以後の10年間で多くの映画に出演した。また、1930年代のユニバーサル・モンスターズに登場する怪物のメイクアップの多くは、メイクアップアーティストのジャック・ピアースが手掛けている。
1932年には『ミイラ再生』が公開され、ボリス・カーロフが怪物イムホテップを演じ、その後はエドガー・アラン・ポー原作の『モルグ街の殺人』『黒猫』『大鴉』が製作された。『モルグ街の殺人』ではルゴシが主演を務め、『黒猫』『大鴉』ではルゴシとカーロフが共演している。
ユニバーサルは1933年に『透明人間』を製作し、1935年と1936年にはシリーズの続編『フランケンシュタインの花嫁』『女ドラキュラ』を相次いで製作した。1935年にはヘンリー・ハル主演の『倫敦の人狼』を公開した。この映画は映像が現存する作品としては最も古い狼男映画であり、ハルの狼男の演技も好評で現在では高く評価されているが、公開当時は興行的には振るわなかった。
ホラー映画の製作は、1937年に一度終わることになった。ユニバーサルは製作スケジュールからホラー映画を取り下げ、その後1939年まで製作されなかった。その間、劇場のオーナーは『魔人ドラキュラ』と『フランケンシュタイン』の再上映を行い人気を復活させ、新シリーズを製作するようにユニバーサルに求めた。劇場側の要求に押されたユニバーサルは、1939年にベイジル・ラスボーン、ルゴシ、カーロフ主演の『フランケンシュタインの復活』を製作している。
| 作品                                                 | 米国公開日     | 監督                                                    | キャスト | RT   |
| ---------------------------------------------------- | -------------- | ------------------------------------------------------- | --- | ---- |
| 猫は這い寄る （フィルム消失）                        | 1930年11月10日 | ルパート・ジュリアン ジョン・ウィラード                 | ヘレン・トウェルヴァトレーズ、レイモンド・ハケット                                                                  | N/A  |
| La Voluntad del muerto （フィルム消失）              | 1930年         | ジョージ・メルフォード エンリケ・トヴァール・イヴァロス | アントニオ・モレノ、ルピタ・トヴァール、アンドレ・デ・セグローラ                                                    | N/A  |
| 魔人ドラキュラ （英語版）                            | 1931年2月12日  | トッド・ブラウニング                                    | ベラ・ルゴシ、ヘレン・チャンドラー デヴィッド・マナーズ、ドワイト・フライ、エドワード・ヴァン・スローン             | 94%  |
| 魔人ドラキュラ （スペイン語版）                      | 1931年4月24日  | ジョージ・メルフォード                                  | カルロス・ヴィラリャス、ルピタ・トヴァール、バリー・ノートン                                                        | 100% |
| フランケンシュタイン                                 | 1931年11月21日 | ジェイムズ・ホエール                                    | コリン・クライヴ、ボリス・カーロフ メイ・クラーク、ドワイト・フライ、エドワード・ヴァン・スローン、マリリン・ハリス | 100% |
| モルグ街の殺人                                       | 1932年2月21日  | ロバート・フローリー                                    | ベラ・ルゴシ、シドニー・フォックス、レオン・エイムズ                                                                | 79%  |
| 魔の家                                               | 1932年10月20日 | ジェイムズ・ホエール                                    | ボリス・カーロフ、メルヴィン・ダグラス レイモンド・マッセイ、グロリア・スチュアート                                 | 97%  |
| ミイラ再生                                           | 1932年12月22日 | カール・フロイント                                      | ボリス・カーロフ、ジタ・ヨハン エドワード・ヴァン・スローン、アーサー・バイロン                                     | 89%  |
| Secret of the Blue Room                              | 1933年7月20日  | カート・ニューマン                                      | ライオネル・アトウェル、グロリア・スチュアート、ポール・ルーカス                                                    | N/A  |
| 透明人間                                             | 1933年11月13日 | ジェイムズ・ホエール                                    | クロード・レインズ、グロリア・スチュアート、 ウィリアム・ハリガン、ヘンリー・トラヴァース                           | 95%  |
| 黒猫                                                 | 1934年5月18日  | エドガー・G・ウルマー                                   | ボリス・カーロフ、ベラ・ルゴシ                                                                                      | 88%  |
| エドウィン・トルードの謎                             | 1935年2月4日   | スチュアート・ウォーカー                                | クロード・レインズ、デヴィッド・マナーズ ダグラス・モントゴメリー、ヘザー・エンジェル                               | 63%  |
| フランケンシュタインの花嫁                           | 1935年4月22日  | ジェイムズ・ホエール                                    | ボリス・カーロフ、エルザ・ランチェスター、コリン・クライヴ                                                          | 98%  |
| 倫敦の人狼                                           | 1935年5月13日  | スチュアート・ウォーカー                                | ヘンリー・ハル、ワーナー・オランド ヴァレリー・ホブソン、レスター・マシューズ                                       | 77%  |
| 大鴉                                                 | 1935年7月8日   | ルー・ランダーズ                                        | ボリス・カーロフ、ベラ・ルゴシ アイリーン・ウェア、レスター・マシューズ                                             | 79%  |
| 透明光線                                             | 1936年1月20日  | ランバート・ヒリヤー                                    | ボリス・カーロフ、ベラ・ルゴシ フランシス・ドレイク、フランク・ロートン                                             | 67%  |
| 女ドラキュラ                                         | 1936年5月11日  | ランバート・ヒリヤー                                    | オットー・クルーガー、グロリア・ホールデン マルゲリーテ・チャーチル、エドワード・ヴァン・スローン                   | 64%  |
| 夜の鍵                                               | 1937年4月18日  | ロイド・コリガン                                        | ボリス・カーロフ、ウォーレン・ハル、ジェーン・ロジャース                                                            | N/A  |
| ファントム・クリープス ゾルカ博士の野望 （連続活劇） | 1939年1月7日   | フォード・ビーブ サウル・グッドキント                   | ベラ・ルゴシ、ドロシー・アーノルド、ロバート・ケント                                                                | N/A  |
| フランケンシュタインの復活                           | 1939年1月13日  | ローランド・リー                                        | ベイジル・ラスボーン、ボリス・カーロフ、ベラ・ルゴシ                                                                | 95%  |
| 恐怖のロンドン塔                                     | 1939年11月17日 | ローランド・リー                                        | ベイジル・ラスボーン、ボリス・カーロフ バーバラ・オニール、イアン・ハンター                                         | 83%  |

### 1940年代

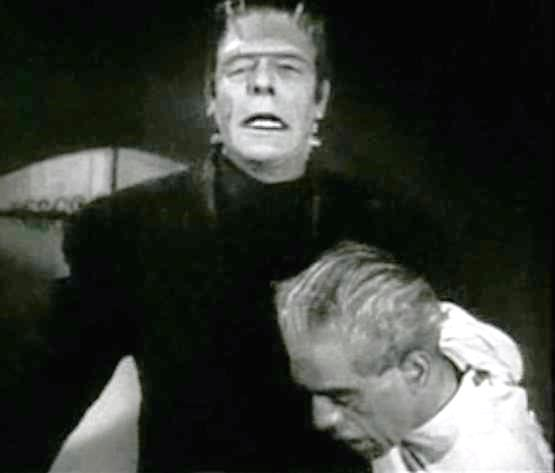
グレン・ストレンジ演じるフランケンシュタインの怪物

1941年、チェイニーの息子ロン・チェイニー・ジュニア主演の『狼男』が公開された。チェイニー・ジュニアは四大モンスターの狼男、ドラキュラ伯爵、ミイラ男、フランケンシュタインの怪物全てを演じ、カーロフ、ルゴシに代わりモンスター映画の花形スターとなった。しかし、チェイニー・ジュニアは身体的には父親に似ていたが、演技力では劣っていたとされている。ユニバーサルはクレジットから「ジュニア」の表記を意図的に外したため、観客の中にはチェイニー・ジュニアを父親と混同する者が出た。
1943年には『オペラの怪人』のリメイク作品を製作し、クロード・レインズがファントム役を演じ、スザンナ・フォスター、ネルソン・エディが共演した。
フランケンシュタインと狼男のシリーズが続き、『フランケンシュタインの幽霊』ではチェイニー・ジュニアが怪物役、ルゴシがイゴール役で共演し、『フランケンシュタインと狼男』ではチェイニー・ジュニアが狼男役、ルゴシが怪物役を務めた。また、『夜の悪魔』では、かつてルゴシが演じたドラキュラ役としてチェイニー・ジュニアが出演している。ザ マミーシリーズは『ミイラの復活』『ミイラの墓場』『執念のミイラ』『ミイラの呪い』が相次いで公開され、『ミイラの復活』以外の作品でチェイニー・ジュニアがミイラ男を演じている。『フランケンシュタインの館』『ドラキュラとせむし女』ではドラキュラ、フランケンシュタイン、狼男の三大モンスターが共演し、コメディー・ホラーの『凸凹フランケンシュタインの巻』では、ルゴシが再びドラキュラを演じている。
| 作品                            | 米国公開日     | 監督                        | キャスト | RT   |
| ------------------------------- | -------------- | --------------------------- | --- | ---- |
| 透明人間の逆襲                  | 1940年1月12日  | ジョー・メイ                | セドリック・ハードウィック、ヴィンセント・プライス、ナン・グレイ                                                                  | 87%  |
| Black Friday                    | 1940年4月12日  | アーサー・ルビン            | ボリス・カーロフ、ベラ・ルゴシ スタンリー・リッジス、アン・ナーゲル、アン・グイン                                                 | 100% |
| ミイラの復活                    | 1940年9月20日  | クリスティー・キャバン      | ディック・フォーラン、ペギー・モラン、トム・タイラー                                                                              | 60%  |
| 透明女                          | 1940年12月27日 | A・エドワード・サザーランド | ヴァージニア・ブルース、ジョン・バリモア                                                                                          | 67%  |
| 電気人間                        | 1941年3月28日  | ジョージ・ワグナー          | ライオネル・アトウィル、ロン・チェイニー・ジュニア、アン・ナーゲル                                                                | N/A  |
| Horror Island                   | 1941年3月28日  | ジョージ・ワグナー          | ディック・フォーラン、ペギー・モラン、レオ・カリーリョ                                                                            | N/A  |
| 黒猫                            | 1941年5月2日   | アルバート・S・ロジェル     | ベイジル・ラスボーン、ヒュー・ハーバート ブロデリック・クロフォード、ベラ・ルゴシ                                                 | N/A  |
| 狼男                            | 1941年12月12日 | ジョージ・ワグナー          | ロン・チェイニー・ジュニア、クロード・レインズ イヴリン・アンカース、ベラ・ルゴシ                                                 | 91%  |
| The Mad Doctor of Market Street | 1942年2月27日  | ジョセフ・H・ルイス         | ライオネル・アトウィル、ウーナ・メルケル                                                                                          | N/A  |
| フランケンシュタインの幽霊      | 1942年3月13日  | アール・C・ケントン         | ロン・チェイニー・ジュニア、セドリック・ハードウィック ライオネル・アトウィル、ベラ・ルゴシ                                       | 73%  |
| The Strange Case of Doctor Rx   | 1942年4月17日  | ウィリアム・ナイ            | パトリック・ノウルズ、ライオネル・アトウィル アン・グイン、レイ・コリガン、サミュエル・ハインズ                                   | 43%  |
| マリー・ロジェの謎              | 1942年4月23日  | フィル・ローゼン            | マリア・モンテス、パトリック・ノウルズ、マリア・オースペンスカヤ                                                                  | N/A  |
| 透明スパイ                      | 1942年7月31日  | エドウィン・L・マリン       | イロナ・マッセイ、ジョン・ホール                                                                                                  | 67%  |
| Night Monster                   | 1942年10月20日 | フォード・ビーブ            | ベラ・ルゴシ、ライオネル・アトウィル                                                                                              | 60%  |
| ミイラの墓場                    | 1942年10月23日 | ハロルド・ヤング            | ロン・チェイニー・ジュニア、ディック・フォーラン、ジョン・ハバード                                                                | 29%  |
| フランケンシュタインと狼男      | 1943年3月5日   | ロイ・ニール                | ロン・チェイニー・ジュニア、イロナ・マッセイ、パトリック・ノウルズ ライオネル・アトウィル、ベラ・ルゴシ、マリア・オースペンスカヤ | 25%  |
| Captive Wild Woman              | 1943年6月4日   | エドワード・ドミトリク      | イヴリン・アンカース、ジョン・キャラダイン ミルバーン・ストーン、アクアネッタ                                                     | 40%  |
| オペラの怪人                    | 1943年8月27日  | アーサー・ルビン            | クロード・レインズ、スザンナ・フォスター、ネルソン・エディ                                                                        | 77%  |
| 夜の悪魔                        | 1943年11月5日  | ロバート・シオドマク        | ロン・チェイニー・ジュニア、ロバート・ペイジ、イヴリン・アンカース                                                                | 60%  |
| The Mad Ghoul                   | 1943年11月12日 | ジェームズ・ホーガン        | ターハン・バイ、イヴリン・アンカース、デイヴィッド・ブルース                                                                      | N/A  |
| Calling Dr. Death               | 1943年12月17日 | レジナルド・ル・ボーグ      | ロン・チェイニー・ジュニア、パトリシア・モリソン、キャロル・ナッシュ                                                              | N/A  |
| Weird Woman                     | 1944年3月1日   | レジナルド・ル・ボーグ      | ロン・チェイニー・ジュニア、アン・グイン、イヴリン・アンカース                                                                    | N/A  |
| Jungle Woman                    | 1944年6月1日   | レジナルド・ル・ボーグ      | イヴリン・アンカース、キャロル・ナッシュ、サミュエル・ハインズ                                                                    | N/A  |
| The Invisible Man's Revenge     | 1944年6月9日   | フォード・ビーブ            | ジョン・ハル、ジョン・キャラダイン、イヴリン・アンカース                                                                          | 40%  |
| 執念のミイラ                    | 1944年7月7日   | レジナルド・ル・ボーグ      | ロン・チェイニー・ジュニア、ジョン・キャラダイン ロバート・ローリー、ラムゼイ・エイムス                                           | 33%  |
| The Climax                      | 1944年10月20日 | ジョージ・ワグナー          | ボリス・カーロフ、スザンナ・フォスター、ターハン・バイ                                                                            | N/A  |
| 死人の眼                        | 1944年11月10日 | レジナルド・ル・ボーグ      | ロン・チェイニー・ジュニア、アクアネッタ、ジーン・パーカー                                                                        | N/A  |
| フランケンシュタインの館        | 1944年12月1日  | アール・C・ケントン         | ボリス・カーロフ、ロン・チェイニー・ジュニア ジョン・キャラダイン、キャロル・ナッシュ                                             | 55%  |
| ミイラの呪い                    | 1944年12月22日 | レスリー・グッドウィンズ    | ロン・チェイニー・ジュニア、バージニア・クリスティーン                                                                            | 40%  |
| The Frozen Ghost                | 1945年6月1日   | ハロルド・ヤング            | ロン・チェイニー・ジュニア、イヴリン・アンカース                                                                                  | N/A  |
| The Jungle Captive              | 1945年6月29日  | ハロルド・ヤング            | オットー・クルーガー、アメリタ・ワード、ロンド・ハットン                                                                          | N/A  |
| Strange Confession              | 1945年10月5日  | ジョン・ホフマン            | ロン・チェイニー・ジュニア、キャロル・ナッシュ、ブレンダ・ジョイス                                                                | N/A  |
| ドラキュラとせむし女            | 1945年12月7日  | アール・C・ケントン         | ロン・チェイニー・ジュニア、マーサ・オドリスコール ライオネル・アトウィル、ジョン・キャラダイン                                   | 56%  |
| Pillow of Death                 | 1945年12月14日 | ウォーレンス・フォックス    | ロン・チェイニー・ジュニア、ブレンダ・ジョイス                                                                                    | N/A  |
| The Spider Woman Strikes Back   | 1946年3月22日  | アーサー・ルビン            | ゲイル・ソンダガード、ブレンダ・ジョイス、ロンド・ハットン                                                                        | N/A  |
| House of Horrors                | 1946年3月29日  | ジーン・ヤーブロウ          | ロンド・ハットン、ロバート・ローリー                                                                                              | N/A  |
| 謎の狼女                        | 1946年5月17日  | ジーン・ヤーブロウ          | ジューン・ロックハート、ドン・ポーター                                                                                            | 17%  |
| The Cat Creeps                  | 1946年5月17日  | アール・C・ケントン         | ノア・ビアリー・Jr、ロイス・コリアー                                                                                              | 75%  |
| The Brute Man                   | 1946年10月1日  | ジーン・ヤーブロウ          | ロンド・ハットン、ポニ・アダムス                                                                                                  | N/A  |
| 凸凹フランケンシュタインの巻    | 1948年6月15日  | チャールズ・バートン        | バッド・アボット、ルウ・コステロ ロン・チェイニー・ジュニア、ベラ・ルゴシ、グレン・ストレンジ                                     | 90%  |
| 凸凹殺人ホテル                  | 1949年8月22日  | チャールズ・バートン        | バッド・アボット、ルウ・コステロ、ボリス・カーロフ                                                                                | N/A  |

### 1950年代
1954年、ジャック・アーノルドが監督を務めた3D映画『大アマゾンの半魚人』が公開された。3D映画は1953年にピークを迎え、1954年には衰退し始めていたため、地方の劇場では2Dで上映されていた。同作は1975年にアナグリフ3Dで再上映され、1980年代に発売されたVHSでも同バージョンが収録された。映画は、プロデューサーのウィリアム・アランドがメキシコの撮影監督ガブリエル・フィグエロアから聞いた、アマゾン川に伝わる半魚人の怪物の伝説を基に、アーノルドが『美女と野獣』からインスピレーションを得て製作した。
半魚人ギルマンはウォルト・ディズニー・カンパニーのミリセント・パトリックがデザインしたが、彼女の功績はメイクアップアーティストとしてクレジットされたバド・ウェストモアの陰に隠れてしまい、半世紀の間正当な評価を得られなかった。ギルマンのスーツは通気性が悪く、演者のベン・チャップマンは暑さを凌ぐために、湖のシーンでの撮影では常に湖に入ったまま一日を過ごしていた。また、視界も悪いため、洞窟のシーンではヒロインのジュリー・アダムスを何度も壁にぶつけている。水中シーンでは、リコウ・ブラウニングがチャップマンに代わりギルマンを演じている。
また、アボットとコステロが主演を務めた『凸凹フランケンシュタインの巻』のヒットを受けて凸凹シリーズが製作された。同シリーズではドラキュラや透明人間が登場する作品も製作され、シリーズ最終作となった『凸凹ミイラ男』ではミイラ男が登場している。
1957年には『魔人ドラキュラ』『フランケンシュタイン』がショック・シアターの一環としてテレビ放送された。1958年に創刊されたホラー映画雑誌「Famous Monsters of Filmland」には、ユニバーサル・モンスターズの怪物が度々表紙を飾った。1950年代は1940年代とは異なり、モンスター単体の映画が多く製作された。また、科学の浸透の影響を受け、放射能で巨大化した生物や宇宙人などのSF要素の強いモンスターが主流となった。
| 作品                              | 米国公開日     | 監督                                         | キャスト | RT  |
| --------------------------------- | -------------- | -------------------------------------------- | --- | --- |
| 凸凹透明人間                      | 1951年3月19日  | チャールズ・ラモント                         | バッド・アボット、ルウ・コステロ アーサー・フランツ、ナンシー・ギルド                                         | 80% |
| The Strange Door                  | 1951年12月8日  | ジョゼフ・ペヴニー                           | チャールズ・ロートン、ボリス・カーロフ サリー・フォレスト、リチャード・ステープリー                           | N/A |
| The Black Castle                  | 1952年12月25日 | ネイサン・ジュラン                           | リチャード・グリーン、スティーヴン・マクナリー リタ・コーディー、ボリス・カーロフ、ロン・チェイニー・ジュニア | N/A |
| それは外宇宙からやって来た        | 1953年5月25日  | ジャック・アーノルド                         | リチャード・カールソン、バーバラ・ラッシュ                                                                    | 81% |
| 凸凹ジキルとハイド                | 1953年8月10日  | チャールズ・ラモント                         | バッド・アボット、ルウ・コステロ、ボリス・カーロフ                                                            | 63% |
| 大アマゾンの半魚人                | 1954年2月12日  | ジャック・アーノルド                         | リチャード・カールソン、ジュリー・アダムス                                                                    | 80% |
| 半魚人の逆襲                      | 1955年5月13日  | ジャック・アーノルド                         | ジョン・エイガー、ロリ・ネルソン、ジョン・ブロムフィールド                                                    | 13% |
| Cult of the Cobra                 | 1955年5月30日  | フランシス・D・リヨン                        | フェイス・ドマーグ、キャスリーン・ヒューズ、リチャード・ロング                                                | N/A |
| 宇宙水爆戦                        | 1955年6月1日   | ジョゼフ・M・ニューマン ジャック・アーノルド | レックス・リーズン、フェイス・ドマーグ、ジェフ・モロー                                                        | 73% |
| 凸凹ミイラ男                      | 1955年6月23日  | チャールズ・ラモント                         | バッド・アボット、ルウ・コステロ マリー・ウィンザー、マイケル・アンサラ                                       | 25% |
| 世紀の怪物 タランチュラの襲撃     | 1955年12月14日 | ジャック・アーノルド                         | ジョン・エイガー、マラ・コーディー、レオ・G・キャロル                                                         | 93% |
| 半魚人我らの中を往く              | 1956年4月26日  | ジョン・シャーウッド                         | ジェフ・モロー、レックス・リーズン、レイ・スノーデン                                                          | 43% |
| Curucu, Beast of the Amazon       | 1956年12月     | カート・シオドマク                           | ジョン・ブロムフィールド、ビバリー・ガーランド                                                                | N/A |
| モグラ人間の叛乱 モール・ピープル | 1956年12月     | バージル・ヴォーゲル                         | ジョン・エイガー、ヒュー・ボーモント、シンシア・パトリック                                                    | 43% |
| 縮みゆく人間                      | 1957年2月22日  | ジャック・アーノルド                         | グラント・ウィリアムス、ランディ・スチュアート エイプリル・ケント、ポール・ラングトン                         | 83% |
| 極地からの怪物 大カマキリの脅威   | 1957年5月26日  | ネイサン・ジュラン                           | クレイグ・スティーヴンス、ウィリアム・ホッパー アリックス・タルトン、パット・コンウェイ                       | N/A |
| The Land Unknown                  | 1957年10月30日 | バージル・ヴォーゲル                         | ジョック・マホニー、シャーリー・パターソン、ヘンリー・ブランドン                                              | N/A |
| モノリスの怪物 宇宙からの脅威     | 1957年12月18日 | ジョン・シャーウッド                         | グラント・ウィリアムス、ローラ・オルブライト レス・トレメイン、ウィリアム・シャラート                         | N/A |
| The Thing That Couldn't Die       | 1958年6月27日  | ウィル・コーワン                             | ウィリアム・レイノルズ、アンドラ・マーティン、ジェフリー・ストーン                                            | N/A |
| Monster on the Campus             | 1958年12月17日 | ジャック・アーノルド                         | アーサー・フランツ、ジョアンナ・ムーア ナンシー・ウォルタース、トロイ・ドナヒュー                             | N/A |
| Curse of the Undead               | 1959年5月      | エドワード・デイン                           | エリック・フレミング、マイケル・ペイト、キャスリーン・クローリー                                              | N/A |
| 吸髓女人                          | 1960年5月      | エドワード・デイン                           | グラント・ウィリアムス、コリーン・グレイ フィリップ・テリー、グロリア・タルボット                             | N/A |

## リメイク・スピンオフ作品
| 作品                             | 米国公開日     | 監督                   | キャスト                                                                                     | RT  |
| -------------------------------- | -------------- | ---------------------- | -------------------------------------------------------------------------------------------- | --- |
| 真説フランケンシュタイン         | 1973年11月30日 | ジャック・スマイト     | レナード・ホワイティング、マイケル・サラザン                                                 |     |
| ドラキュラ                       | 1979年7月13日  | ジョン・バダム         | フランク・ランジェラ、ローレンス・オリヴィエ                                                 | 61% |
| ハムナプトラ/失われた砂漠の都    | 1999年5月7日   | スティーヴン・ソマーズ | ブレンダン・フレイザー、レイチェル・ワイズ アーノルド・ヴォスルー                            | 62% |
| ハムナプトラ2/黄金のピラミッド   | 2001年5月4日   | スティーヴン・ソマーズ | ブレンダン・フレイザー、レイチェル・ワイズ アーノルド・ヴォスルー、ドウェイン・ジョンソン    | 46% |
| スコーピオン・キング             | 2002年4月19日  | チャック・ラッセル     | ドウェイン・ジョンソン、ケリー・フー                                                         | 41% |
| ヴァン・ヘルシング               | 2004年5月7日   | スティーヴン・ソマーズ | ヒュー・ジャックマン、ケイト・ベッキンセイル リチャード・ロクスバーグ、シュラー・ヘンズリー  | 24% |
| スコーピオン・キング2            | 2008年4月19日  | ラッセル・マルケイ     | マイケル・コポン 、ランディ・クートゥア                                                      |     |
| ハムナプトラ3 呪われた皇帝の秘宝 | 2008年8月1日   | ロブ・コーエン         | ブレンダン・フレイザー、ジェット・リー                                                       | 13% |
| ウルフマン                       | 2010年2月12日  | ジョー・ジョンストン   | ベニチオ・デル・トロ、アンソニー・ホプキンス エミリー・ブラント、ヒューゴ・ウィーヴィング    | 33% |
| スコーピオン・キング3            | 2012年1月10日  | ロエル・レイネ         | ヴィクター・ウェブスター、ボスティン・クリストファー                                         |     |
| ドラキュラZERO                   | 2014年10月10日 | ゲイリー・ショア       | ルーク・エヴァンズ、サラ・ガドン ドミニク・クーパー、アート・パーキンソン チャールズ・ダンス | 25% |
| スコーピオン・キング4            | 2015年10月10日 | マイク・エリオット     | ヴィクター・ウェブスター、エレン・ホルマン                                                   |     |
| スコーピオン・キング5            | 2018年10月23日 | ドン・マイケル・ポール | ザック・マッゴーワン、パール・ツシ                                                           |     |

## リブート作品

### 企画
2014年7月、ユニバーサルは過去に製作したホラー映画をリブートしたダーク・ユニバースというシェアード・ユニバース作品を制作することを発表し、シリーズ第1作として『ザ・マミー/呪われた砂漠の王女』が2016年6月24日に公開されることも発表された。ユニバーサルはシリーズ製作の中心メンバーとしてアレックス・カーツマンとクリス・モーガンと契約を結んだ。シリーズ製作が発表された時期、ユニバーサルが製作する『ドラキュラZERO』は撮影の大半が終了しており、カーツマンとモーガンは『ドラキュラZERO』をシリーズ第1作として公開することを検討したが、ユニバーサルの意向を受け『ザ・マミー/呪われた砂漠の王女』を第1作とする方針を再確認した。主演を務めたルーク・エヴァンズは、『ドラキュラZERO』の新作をダーク・ユニバースに組み込んだうえで製作することを希望しているが、カーツマンは『ドラキュラZERO』がダーク・ユニバースに組み込まれる可能性は低いと述べている。
2017年、ユニバーサルは公開が延期されていた『ザ・マミー/呪われた砂漠の王女』が公開される直前に、シリーズの名称が「ダーク・ユニバース」であることを正式に発表し、同時に『透明人間』『魔人ドラキュラ』『フランケンシュタインの花嫁』『大アマゾンの半魚人』をリブートすることを発表した。また、ダーク・ユニバースのモーション・ロゴも公開され、WETAデジタルが映像を製作し、ダニー・エルフマンがテーマ曲を作曲している。公開後には『オペラの怪人』『ノートルダムのせむし男』をリブートすることが発表された。さらに、ユニバーサル・モンスターズのように複数のモンスターを共演させた作品や、サブキャラクターを主人公にしたスピンオフ作品の製作も視野に入れている。
しかし、『ザ・マミー/呪われた砂漠の王女』は興行成績が振るわず批評家からも酷評され、カーツマンとモーガンも企画を降板したため、ダーク・ユニバースの専用オフィスは活動停止状態となっている。今後の方針として、シリーズとしての繋がりのない独立したリブート作品を製作していくことが有力視されている。また、ジョニー・デップ主演でリブートが企画されていた『The Invisible Man』の脚本家エド・ソロモンも「ユニバーサル社と映画のアイデアに相違があったから」という理由で降板している。
2019年1月、ユニバーサルは『透明人間』を単発作品としてリブートすると発表し、ジェイソン・ブラムをプロデューサーに、リー・ワネルを監督に、エリザベス・モスの主演で製作されることが発表された。2020年2月にこの作品は封切られ、興行成績、批評ともに絶賛された。同作の大ヒットを受け、ユニバーサルとファーストルック契約を結ぶブラムハウスは、リメイク版『ドラキュラ』の準備をスタート。カリン・クサマが監督し、フィル・ヘイとニック・スパイサーが脚本を執筆しているという。

### 作品一覧
| 作品                            | 米国公開日    | 監督                           | キャスト | RT  |
| ------------------------------- | ------------- | ------------------------------ | --- | --- |
| ザ・マミー/呪われた砂漠の王女   | 2017年6月7日  | アレックス・カーツマン         | トム・クルーズ、ソフィア・ブテラ アナベル・ウォーリス、ラッセル・クロウ                                      | 15% |
| 透明人間                        | 2020年2月28日 | リー・ワネル                   | エリザベス・モス、オリヴァー・ジャクソン＝コーエン オルディス・ホッジ、ストーム・リード ハリエット・ダイアー | 92% |
| レンフィールド                  | 2023年4月14日 | クリス・マッケイ               | ニコラス・ホルト、ニコラス・ケイジ オークワフィナ、ベン・シュワルツ ショーレ・アグダシュルー                 | 58% |
| ドラキュラ/デメテル号最期の航海 | 2023年9月8日  | アンドレ・ウーヴレダル         | コーリー・ホーキンズ、リアム・カニンガム                                                                     | 49% |
| アビゲイル                      | 2024年4月19日 | マット・ベティネッリ＝オルピン | メリッサ・バレラ、ダン・スティーヴンス                                                                       |     |
| ウルフマン                      | 2025年1月17日 | リー・ワネル                   | クリストファー・アボット、ジュリア・ガーナー                                                                 |     |
| Dracula - A Love Tale           | 2025年7月30日 | リュック・ベッソン             | ケイレブ・ランドリー・ジョーンズ、クリストフ・ヴァルツ                                                       |     |
| The Invisible Woman             | TBA           | エリザベス・バンクス           | エリザベス・バンクス                                                                                         |     |
| Bride of Frankenstein           | TBA           | ビル・コンドン                 | ハビエル・バルデム                                                                                           |     |
| Dark Army                       | TBA           | ポール・フェイグ               | TBA |     |
| Monster Mash                    | TBA           | マット・ストースキー           | TBA |     |
| Dracula                         | TBA           | カリン・クサマ                 | TBA |     |
| Little Monsters                 | TBA           | ジョシュ・クーリー             | TBA |     |
| Van Helsing reboot              | TBA           | ジュリアス・エイヴリー         | TBA |     |
| Creature from the Black Lagoon  | TBA           | ジェームズ・ワン               | TBA |     |